# Automeris goiasensis
Automeris goiasensis är en fjärilsart som beskrevs av Lemaire 1977. Automeris goiasensis ingår i släktet Automeris och familjen påfågelsspinnare. Inga underarter finns listade i Catalogue of Life.